# 1684 en science
| Années de la science : 1681 - 1682 - 1683 - 1684 - 1685 - 1686 - 1687    |
| Décennies de la science : 1650 - 1660 - 1670 - 1680 - 1690 - 1700 - 1710 |

Cet article présente les faits marquants de l'année 1684 en science.

## Événements
- 21 mars : l'astronome Jean-Dominique Cassini, directeur de l'Observatoire de Paris, découvre deux nouvelles lunes de Saturne : Téthys et Dioné[1].
- 12 juillet : une éclipse solaire annulaire fait l'objet de nombreuses observations dans toute l'Europe (Domenico Guglielmini à Padoue, les pères Fontenay à Paris et Hoste, à Lyon, etc.)[2],[3].

- 10 décembre : le traité de neuf pages d'Isaac Newton De motu corporum in gyrum rédigée en novembre est présenté par Edmond Halley à la Royal Society de Londres[4]. Il démontre qu'une planète se déplaçant sous l'effet d'une force inversement proportionnelle au carré de la distance, obéit aux lois de Kepler[5],[6].

## Publications
- René Bougard : Le Petit Flambeau de la mer ou le véritable guide des pilotes côtiers , guide de cabotage.
- Robert Boyle : Experiments and Considerations about the Porosity of Bodies (Expériences et considérations sur la porosité des corps)
- Gottfried Wilhelm Leibniz : Nova methodus pro maximis et minimis itemque tangentibus  (Calcul différentiel : Nouvelle méthode pour les maxima et minima, ainsi que les tangentes, qui ne bute ni sur les fractions ni sur les irrationnelles, avec un mode original de calcul), le premier exposé du calcul différentiel publié en latin dans Acta Eruditorum.

- Christoph Scheiner : Apelles Post tabulam observans maculas In Sole Sine Veste. Cölln, 1684, posthume, édition en ligne proposée par la Bibliothèque régionale de Saxe et la Bibliothèque de l'Université de Dresde.

## Naissances
- 1er février : Alessandro Marcello (mort en 1747), écrivain, philosophe, compositeur et mathématicien italien.
- 24 février : Johan Stensson Rothman (mort en 1763), médecin et naturaliste suédois.
- Avant le 23 août : Clelia Grillo Borromeo (morte en 1777), mathématicienne italienne.
- 18 octobre : Philippe Naudé le Jeune (mort en 1745), mathématicien huguenot franco-allemand.
- 15 décembre (bapt.) : James Jurin (mort en 1750), médecin, mathématicien et physicien anglais.

## Décès

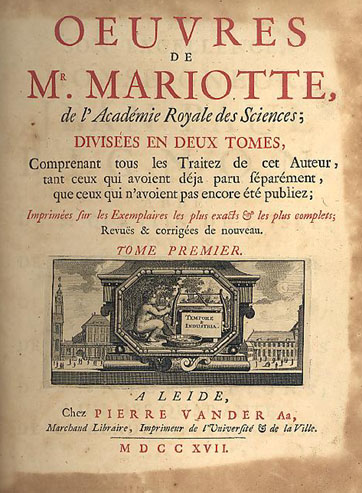
Œuvres de M. Mariotte (1717)

- 5 avril : William Brouncker (né en 1620), linguiste et mathématicien anglais. Il a donné un développement en fraction continue généralisée de 4 / π.
- Avril : Pierre de Carcavi (né en 1600), secrétaire de la bibliothèque royale sous Louis XIV et mathématicien français.
- 12 mai : Edme Mariotte (né en 1620), physicien français, connu pour avoir observé que le volume des gaz varie inversement à la pression, fait qui avait été découvert en 1660 par Robert Boyle.
- 28 juillet : Elena Cornaro Piscopia (née en 1646), mathématicienne italienne.

- De La Voye-Mignot (né vers 1619), mathématicien et théoricien de la musique français.